# Болджер, Джордан
Джордан Болджер (англ. Jordan Bolger; род. 9 ноября 1994, Radford, Западный Мидленд) — британский актёр. На телевидении известен по ролям в телесериалах «Острые козырьки», «Сотня», «Книга Бобы Фетта» и «Этот город». В кино он известен по второстепенным ролям в «Том и Джерри» и «Королева-воин».

## Ранние годы и образование
Болджер родился в Радфорде, пригород Ковентри, в семье ямайца и англичанки. У него есть брат Дэниелл. Его воспитывала мать-одиночка Лиз, которая работает инструктором по спорту. В юности он занимался тхэквондо и кикбоксингом .
Он обучался танцам в школе исполнительских искусств Тринг Парк.

## Карьера
Изначально намереваясь стать профессиональным танцором, Болджер получил травму на танцевальном прослушивании и решил вместо этого пройти прослушивание в качестве актёра. Его первой актёрской ролью была роль Исайи Иисуса в британском историческом криминальном драматическом телесериале «Острые козырьки». Он появился там 13 раз, с 2014 по 2017 года, прежде чем покинул сериал из-за напряженных графиков. В 2018 году он появился в постапокалиптической научно-фантастической драме «Сотня», где сыграл Майлза Иезекииля Шоу.
В 2021 году он дебютировал в Голливуде с второстепенной ролью в комедийном фильме «Том и Джерри». В 2022 году он был утвержден на второстепенную роль в телесериале «Книга Бобы Фетта».. Он появился во второстепенной роли Малика в фильме 2022 года «Королева-воин».

## Фильмография

### Фильмы
| Год  | Название        | Роль    | Примечания |
| ---- | --------------- | ------- | ---------- |
| 2016 | Не стучи дважды | Дэнни   |            |
| 2016 | iБой            | Дэнни   |            |
| 2018 | Скарборо        | Даз     |            |
| 2021 | Том и Джерри    | Кэмерон |            |
| 2022 | Королева-воин   | Малик   |            |
| 2024 | Ворон           | Ченс    |            |

### Телевидение
| Год       | Название                  | Роль              | Примечания |
| --------- | ------------------------- | ----------------- | ---------- |
| 2014—2017 | Острые козырьки           | Исайя Иисус       |            |
| 2015      | Несчастный случай         | Мэтт Конли        |            |
| 2015      | Свалка                    | Зак               |            |
| 2017      | В пустыне смерти          | Тейт              |            |
| 2017      | Во тьме                   | Ист               |            |
| 2018      | Долгая песня              | Нимрод            |            |
| 2018—2019 | Сотня                     | Майлс Эзекиль Шоу |            |
| 2019      | Дэвид становится мужчиной | Шиноби            |            |
| 2022      | Книга Бобы Фетта          | Скад              |            |
| 2024      | Этот город                | Грегори Уильямс   |            |